# 米切爾·貝克
溫妮費德·米切爾·貝克（英語：Winifred Mitchell Baker，1957年—）。現任Mozilla基金會和Mozilla公司執行董事長。貝克曾擔任網景公司的律師工作。2005年，被時代雜誌評選為全球最具影響力的百大人物之一。

## 教育和早期事业
1979年，贝克获得美国柏克萊加州大學亚洲研究中心的文学学士学位。1987年在柏克萊加州大學的柏克莱法学院获得法学博士学位，同年考取加州律师资格。1990年1月至1993年10月，她曾在Fenwick & West事务所担任企业和智慧財產權的顾问，专门为高科技公司提供法律服务。后来从1993年11月至1994年10月间在昇陽電腦公司担任法律顾问。

## 網景通訊公司和Mozilla組織
1994年11月，米切爾·貝克為網景通訊公司的第一批員工，任職於法律部門。負責知識財產權保護和法律有關的問題產品開發管理。她參與了Mozilla開源計劃一開始，都在編寫Netscape公共许可证和Mozilla公共许可证。1999年2月，貝克成為mozilla.org的領導人，負責協調網景公司的Mozilla開源項目。2001年被網景公司股東美國在線解雇，但仍以志愿者身份擔任mozilla.org的總經理（蜥蜴鬥士，Chief Lizard Wrangler）。

## 开源应用基金会
2002年11月，贝克受雇于开源应用基金会，帮助指导该团体的社群关系并且获得OSAF董事会的一个席位。起初，她也有自己的时间去处理mozilla.org的部分工作；不过，由于她的工作越来越多的集中于Mozilla而牺牲了在OSAF的工作时间，她最终决定于2005年1月回到Mozilla全职处理该组织的工作，但保留了在OSAF董事会的席位。

## Mozilla基金会和Mozilla公司

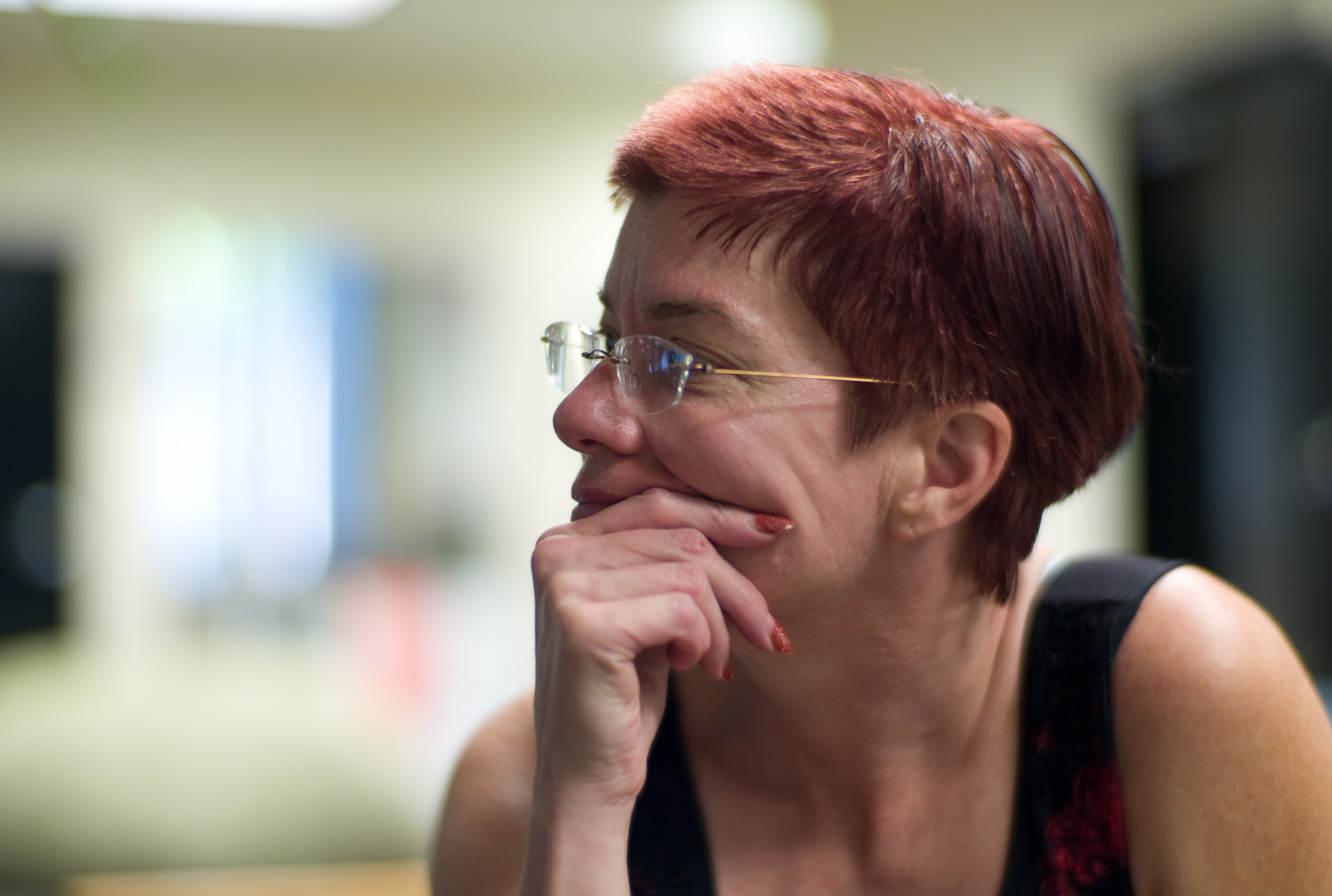
2008年的米切尔·贝克

在2003年7月15日美国在线关闭网景浏览器服务并减少对Mozilla计划的干预之际，贝克为独立的非营利组织Mozilla基金会的建立做出了贡献。贝克成为了Mozilla基金会的主席，并成为其董事会成员。
当2005年8月3日Mozilla基金会建立了一个课税子公司Mozilla公司之时，贝克成为这家公司的首席执行官，此外，她还加入了该公司董事会，同样担任该公司主席。
2008年1月8日，Mozilla基金会宣布连任Mozilla基金会主席的贝克不再担任Mozilla公司的首席执行官，由该公司首席运营官約翰·李利接任，这一变化的原因是目前Mozilla的快速成长使得现任高管难以处理好各种角色。
有资料显示2007年她从她在Mozilla的多项工作中获得了50万美元的薪酬和福利。

## 奖励和荣誉
米切尔·贝克在2005年被时代杂志评为最具影响力100人之一，被列入“科学家与思想家”名单中。
2009年，米切尔·贝克又获得安妮塔·博格学院杰出女士奖。
2012年，米切尔·贝克獲選為網際網路協會網路名人堂（The Internet Hall of Fame）創新人士。

## 个人生活
米切尔嫁给了Casey Dunn，并且有一个孩子。
作为一种爱好，她的空中特技飞行技艺十分娴熟，常常一周“飞”两三次。她还会说一口流利的中国话。
她以她独特的发型而出名，她把右边留得很长，而左边剪的很短。她的发型与火狐浏览器的标识非常相似。